# Racu (rivier)
De Racu is een 17 km lange zijrivier van de Olt die stroomt door het district Harghita, Transsylvanië, Roemenië. Hij mondt in de Olt uit ter hoogte van de plaats Siculeni.